# 김종근
김종근(金鍾根, 1964년 7월 17일 ~ )은 대한민국의 제7·8대 경상남도 김해시의원이다.

## 학력
- 진영대창국민학교 졸업
- 진영한얼중학교 졸업
- 김해건설공업고등학교 졸업
- 창원대학교 건축공학과 학사 졸업

### 비학위 수료
- 창원대학교 대학원 건축공학과 공학 석사 졸업
- 창원대학교 대학원 건축공학과 공학 박사 수료

## 경력
- ㈜미성종합건축사사무소 대표 건축사
- 한나라당 경남도당 중앙위원 역임
- 동명대학교 겸임교수 역임
- 인제대학교 겸임교수 역임
- 창원대학교 산업대학원 시간강사 역임
- 김해시 건축사회 회장 역임
- 김해시 건축위원회 위원 역임
- 김해시 도시계획위원회 위원 역임
- 김해시 학교운영위원장 협의회 회장 역임
- 김해건설공고 총동창회장 역임
- 푸른김해21 추진협의회 회장
- 한얼중학교 총동창회 회장
- 가락(김해 김씨,김해 허씨,인천 이씨) 경상남도 청년회 회장
- 2016.04 ~ 2018.06 제7대 경상남도 김해시의회 의원
  - 2016.04 ~ 2016.07 제7대 경상남도 김해시의회 전반기 사회산업위원회 위원
  - 2016.04 ~ 2016.07 제7대 경상남도 김해시의회 전반기 예산결산특별위원회 위원
  - 2016.06 ~ 2016.06 제7대 경상남도 김해시의회 사회산업위원회 행정사무감사 위원
  - 2016.07 ~ 2018.06 제7대 경상남도 김해시의회 후반기 사회산업위원회 위원
  - 2016.07 ~ 2018.06 제7대 경상남도 김해시의회 후반기 의회운영위원회 위원
  - 2016.07 ~ 2018.06 제7대 경상남도 김해시의회 후반기 도시건설위원회 위원
  - 2016.07 ~ 2018.06 제7대 경상남도 김해시의회 후반기 예산결산특별위원회 위원
  - 2016.07 ~ 2018.06 제7대 경상남도 김해시의회 후반기 행정자치위원회 위원
  - 2017.06 ~ 2017.06 제7대 경상남도 김해시의회 사회산업위원회 행정사무감사 위원
- 2018.07 ~ 2022.04 제8대 경상남도 김해시의회 의원
  - 2018.07 ~ 2020.07 제8대 경상남도 김해시의회 전반기 사회산업위원회 위원장
  - 2018.07 ~ 2020.07 제8대 경상남도 김해시의회 전반기 예산결산특별위원회 위원장
  - 2020.07 ~ 2022.04 제8대 경상남도 김해시의회 후반기 사회산업위원회 위원

## 역대 선거 결과
|  | 4.16% |

|  | 58.34% |

|  | 41.66% |

|  | 49.68% |